# Fußballclub Viktoria Köln 1904 1963-1964
Questa voce raccoglie le informazioni riguardanti il Fußballclub Viktoria Köln 1904 nelle competizioni ufficiali della stagione 1963-1964.

## Stagione
Nella stagione 1963-1964 il Viktoria Colonia, allenato da Hennes Weisweiler, concluse il campionato di Regionalliga ovest al 5º posto.

## Rosa
| N. |                     | Ruolo | Calciatore         |
| -- | ------------------- | ----- | ------------------ |
|    | Croazia (bandiera)  | P     | Vladimir Beara     |
|    | Germania (bandiera) | P     | Siegfried Ernst    |
|    | Germania (bandiera) | P     | Bernd Koch         |
|    | Germania (bandiera) | D     | Gero Bisanz        |
|    | Germania (bandiera) | D     | Ferdinand Heidkamp |
|    | Germania (bandiera) | D     | Hans-Dieter Kluge  |
|    | Germania (bandiera) | D     | Werner Maes        |
|    | Germania (bandiera) | D     | Dieter Nasdalla    |
|    | Germania (bandiera) | D     | Erich Ribbeck      |
|    | Germania (bandiera) | C     | Braik              |

| N. |                     | Ruolo | Calciatore         |
| -- | ------------------- | ----- | ------------------ |
|    | Germania (bandiera) | C     | Hans-Günter Diegel |
|    | Germania (bandiera) | C     | Ernst-Günter Habig |
|    | Germania (bandiera) | C     | Horst Hülß         |
|    | Germania (bandiera) | C     | Willibert Kremer   |
|    | Germania (bandiera) | C     | Jürgen Schult      |
|    | Germania (bandiera) | C     | Jürgen Sundermann  |
|    | Germania (bandiera) | C     | Norbert Witczak    |
|    | Germania (bandiera) | A     | Dieter Klever      |
|    | Germania (bandiera) | A     | Manfred Lefkes     |
|    | Germania (bandiera) | A     | Kurt Schmidt       |

## Organigramma societario
Area tecnica
- Allenatore:
- Allenatore in seconda:
- Preparatore dei portieri:
- Preparatori atletici:
- Analisi video:

## Calciomercato

### Sessione estiva
| Acquisti | Acquisti           | Acquisti             | Acquisti |
| R.       | Nome               | da                   | Modalità |
| -------- | ------------------ | -------------------- | -------- |
| P        | Vladimir Beara     | Alemannia Aquisgrana |          |
| C        | Ernst-Günter Habig | Colonia              |          |

| Cessioni | Cessioni        | Cessioni       | Cessioni |
| R.       | Nome            | a              | Modalità |
| -------- | --------------- | -------------- | -------- |
| A        | Klaus Matischak | Schalke 04     |          |
| C        | Horst Nußbaum   | Pirmasens      |          |
| A        | Carl-Heinz Rühl | Hertha Berlino |          |

## Risultati

### Regionalliga

#### Girone di andata
| 4 agosto 1963 1ª giornata | Wuppertal | 2 – 1 | Viktoria Colonia |  |

| 11 agosto 1963 2ª giornata | Viktoria Colonia | 0 – 1 | VfB Marl Hüls |  |

| 18 agosto 1963 3ª giornata | RW Oberhausen | 3 – 1 | Viktoria Colonia |  |

| 25 agosto 1963 4ª giornata | Viktoria Colonia | 1 – 1 | STV Horst-Emscher |  |

| 1º settembre 1963 5ª giornata | Schwarz-Weiß Essen | 1 – 3 | Viktoria Colonia |  |

| 8 settembre 1963 6ª giornata | Viktoria Colonia | 2 – 1 | Alemannia Aquisgrana |  |

| 15 settembre 1963 7ª giornata | Borussia M'gladbach | 0 – 2 | Viktoria Colonia |  |

| 22 settembre 1963 8ª giornata | Viktoria Colonia | 3 – 2 | Fortuna Düsseldorf |  |

| 29 settembre 1963 9ª giornata | Viktoria Colonia | 3 – 2 | Bottrop |  |

| 6 ottobre 1963 10ª giornata | Hamborn 07 | 2 – 1 | Viktoria Colonia |  |

| Arbitro: | Burgers |

|                                                      |           |  |
| Schult 7’ Kluge 25’ Düsenberg 39’ (aut.) Witczak 83’ | Marcatori |  |

| Arbitro: | Händelkes |

|             |           |               |
| Grätsch 88’ | Marcatori | 60’, 68’ Hülß |

| Colonia 27 ottobre 1963 13ª giornata | Viktoria Colonia | 0 – 0 referto | TuS Duisburg 1848/99 | Sportpark Höhenberg (4 000 spett.)\| Arbitro: \| Skaliks \| |
| Arbitro:                             | Skaliks          |               |                      |                                                             |

| Arbitro: | Schleißner |

|                |           |             |
| Feigenspan 34’ | Marcatori | 57’ Schmidt |

| Arbitro: | Wortmann |

|             |           |  |
| Schmidt 56’ | Marcatori |  |

| Arbitro: | Hillebrand |

|         |           |            |
| Koch 7’ | Marcatori | 76’ Kremer |

| Arbitro: | Hense |

|                                |           |                          |
| Schmidt 3’, 8’ Schult 23’, 86’ | Marcatori | 5’ Schumacher 59’ Neuser |

| Leverkusen 1º dicembre 1963 18ª giornata                              | Bayer Leverkusen | 2 – 1 referto | Viktoria Colonia | Ulrich-Haberland-Stadion (7 000 spett.) |
| \| \| \| \| \| Pospiech 23’ Peters 87’ \| Marcatori \| 82’ Witczak \| |                  |               |                  |                                         |
|                                                                       |                  |               |                  |                                         |
| Pospiech 23’ Peters 87’                                               | Marcatori        | 82’ Witczak   |                  |                                         |

| Arbitro: | Blömer |

|                                  |           |              |
| Schmidt 3’ Kluge 20’ Witczak 55’ | Marcatori | 28’ Biermann |

#### Girone di ritorno
| Marl 29 dicembre 1963 20ª giornata | VfB Marl Hüls | 0 – 0 referto | Viktoria Colonia | Sportanlage Loekampstraße (5 000 spett.)\| Arbitro: \| Blömer \| |
| Arbitro:                           | Blömer        |               |                  |                                                                  |

| Arbitro: | Leidag |

|                                  |           |                        |
| Bisanz 30’, 80’ Schmidt 35’, 46’ | Marcatori | 4’ Augustat 36’ Tönges |

| Gelsenkirchen 12 gennaio 1964 22ª giornata   | STV Horst-Emscher | 0 – 1 referto | Viktoria Colonia | Fürstenbergstadion (2 500 spett.) |
| \| \| \| \| \| \| Marcatori \| 89’ Bisanz \| |                   |               |                  |                                   |
|                                              |                   |               |                  |                                   |
|                                              | Marcatori         | 89’ Bisanz    |                  |                                   |

| Arbitro: | Krumnack |

|            |           |  |
| Kremer 47’ | Marcatori |  |

| Arbitro: | Silva |

|                           |           |  |
| Breuer 54’ Martinelli 80’ | Marcatori |  |

| Arbitro: | Werthmann |

|             |           |             |
| Witczak 19’ | Marcatori | 5’ Pöggeler |

| Arbitro: | Pannhorst |

|                                          |           |                      |
| Straschitz 14’ Stockhausen 70’ Meyer 82’ | Marcatori | 27’ Witczak 72’ Hülß |

| Arbitro: | Beinke |

|            |           |                                 |
| Schult 24’ | Marcatori | 40’ Füten 44’, 78’ Siemensmeyer |

| Bottrop 1º marzo 1964 28ª giornata                    | Bottrop   | 0 – 1 referto       | Viktoria Colonia | Jahnstadion (7 000 spett.) |
| \| \| \| \| \| \| Marcatori \| 68’ (aut.) Koopmann \| |           |                     |                  |                            |
|                                                       |           |                     |                  |                            |
|                                                       | Marcatori | 68’ (aut.) Koopmann |                  |                            |

| Arbitro: | Skaliks |

|                                                     |           |  |
| Schmidt 8’ Schult 10’, 46’ Hülß 37’, 47’ Bisanz 74’ | Marcatori |  |

| Arbitro: | Höfer |

|                                                         |           |               |
| Hülß 35’, 80’ Schult 43’, 90’ Kluge 57’ Klever 75’, 87’ | Marcatori | 85’ Franitzek |

| Arbitro: | Kasper |

|  |           |                                                             |
|  | Marcatori | 8’ (aut.) Kostotzky 17’, 21’, 60’, 62’ Schult 29’, 40’ Hülß |

| Arbitro: | Werthmann |

|                        |           |                              |
| Schult 10’ Witczak 34’ | Marcatori | 30’ Frankowski 32’ Hasebrink |

| Arbitro: | Fork |

|                        |           |                                               |
| Kersten 29’ Winnen 65’ | Marcatori | 10’ Hülß 47’ Schult 48’ Kremer 58’ Sundermann |

| Arbitro: | Schleißner |

|  |           |            |
|  | Marcatori | 34’ Peters |

| Arbitro: | Rudloff |

|                                           |           |                        |
| Roggensack 2’, 20’ Kirchner 16’ Gamon 90’ | Marcatori | 28’ Kremer 86’ Schmidt |

| Arbitro: | Blömer |

|                |           |                |
| Schult 8’, 12’ | Marcatori | 50’ Sondermann |

| Siegen 3 maggio 1964 37ª giornata                                                       | Siegen    | 5 – 2 referto       | Viktoria Colonia | Leimbachstadion (5 500 spett.) |
| \| \| \| \| \| Neuser 9’, 29’, 85’ Kühn 26’, 75’ \| Marcatori \| 6’ Hülß 64’ Schmidt \| |           |                     |                  |                                |
|                                                                                         |           |                     |                  |                                |
| Neuser 9’, 29’, 85’ Kühn 26’, 75’                                                       | Marcatori | 6’ Hülß 64’ Schmidt |                  |                                |

| Duisburg 10 maggio 1964 38ª giornata                       | Duisburger SpV | 3 – 0 referto | Viktoria Colonia | Wedaustadion (1 000 spett.) |
| \| \| \| \| \| Lohmann 4’ Poll 50’, 83’ \| Marcatori \| \| |                |               |                  |                             |
|                                                            |                |               |                  |                             |
| Lohmann 4’ Poll 50’, 83’                                   | Marcatori      |               |                  |                             |

## Statistiche

### Statistiche di squadra
| Competizione       | Punti | In casa | In casa | In casa | In casa | In casa | In casa | In trasferta | In trasferta | In trasferta | In trasferta | In trasferta | In trasferta | Totale | Totale | Totale | Totale | Totale | Totale | DR  |
| Competizione       | Punti | G       | V       | N       | P       | Gf      | Gs      | G            | V            | N            | P            | Gf           | Gs           | G      | V      | N      | P      | Gf     | Gs     | DR  |
| ------------------ | ----- | ------- | ------- | ------- | ------- | ------- | ------- | ------------ | ------------ | ------------ | ------------ | ------------ | ------------ | ------ | ------ | ------ | ------ | ------ | ------ | --- |
| Regionalliga ovest | 45    | 19      | 12      | 4       | 3       | 45      | 21      | 19           | 7            | 3            | 9            | 32           | 32           | 38     | 19     | 7      | 12     | 77     | 53     | +24 |
| Totale             | 45    | 19      | 12      | 4       | 3       | 45      | 21      | 19           | 7            | 3            | 9            | 32           | 32           | 38     | 19     | 7      | 12     | 77     | 53     | +24 |

### Andamento in campionato
| Giornata  | 1  | 2  | 3  | 4  | 5  | 6  | 7  | 8 | 9 | 10 | 11 | 12 | 13 | 14 | 15 | 16 | 17 | 18 | 19 | 20 | 21 | 22 | 23 | 24 | 25 | 26 | 27 | 28 | 29 | 30 | 31 | 32 | 33 | 34 | 35 | 36 | 37 | 38 |
| --------- | -- | -- | -- | -- | -- | -- | -- | - | - | -- | -- | -- | -- | -- | -- | -- | -- | -- | -- | -- | -- | -- | -- | -- | -- | -- | -- | -- | -- | -- | -- | -- | -- | -- | -- | -- | -- | -- |
| Luogo     | T  | C  | T  | C  | T  | C  | T  | C | C | T  | C  | T  | C  | T  | C  | T  | C  | T  | C  | T  | C  | T  | C  | T  | C  | T  | C  | T  | C  | C  | T  | C  | T  | C  | T  | C  | T  | T  |
| Risultato | P  | P  | P  | N  | V  | V  | V  | V | V | P  | V  | V  | N  | N  | V  | N  | V  | P  | V  | N  | V  | V  | V  | P  | N  | P  | P  | V  | V  | V  | V  | N  | V  | P  | P  | V  | P  | P  |
| Posizione | 16 | 17 | 17 | 17 | 15 | 13 | 12 | 7 | 7 | 7  | 6  | 6  | 7  | 6  | 6  | 5  | 5  | 5  | 5  | 5  | 4  | 4  | 4  | 4  | 4  | 5  | 6  | 6  | 5  | 5  | 3  | 4  | 4  | 5  | 5  | 5  | 5  | 5  |

Legenda:

Luogo: C = Casa; T = Trasferta. Risultato: V = Vittoria; N = Pareggio; P = Sconfitta.

### Statistiche dei giocatori
| V. Beara      | 16 | 0  | 0 | 0 |
| G. Bisanz     | 27 | 4  | 0 | 0 |
| B. Braik      | 0  | 0  | 0 | 0 |
| H. Diegel     | 0  | 0  | 0 | 0 |
| S. Ernst      | 0  | 0  | 0 | 0 |
| E. Habig      | 0  | 0  | 0 | 0 |
| F. Heidkamp   | 26 | 0  | 0 | 0 |
| H. Hülß       | 18 | 11 | 0 | 0 |
| D. Klever     | 27 | 2  | 0 | 0 |
| H. Kluge      | 28 | 3  | 0 | 0 |
| B. Koch       | 12 | 0  | 0 | 0 |
| W. Kremer     | 28 | 4  | 0 | 0 |
| M. Lefkes     | 0  | 0  | 0 | 0 |
| W. Maes       | 4  | 0  | 0 | 0 |
| D. Nasdalla   | 26 | 0  | 0 | 0 |
| E. Ribbeck    | 0  | 0  | 0 | 0 |
| K. Schmidt    | 19 | 10 | 0 | 0 |
| J. Schult     | 28 | 16 | 0 | 0 |
| J. Sundermann | 25 | 1  | 0 | 0 |
| N. Witczak    | 24 | 6  | 0 | 0 |